# Bataille de Crémone (1702)
Pour les articles homonymes, voir Bataille de Crémone.
Guerre de Succession d'Espagne
Batailles
Campagnes de Flandre et du Rhin
- Landau (1702)
- Friedlingen (1702)
- Kehl (1703)
- Ekeren (1703)
- Höchstädt (1703)
- Spire (1703)
- Schellenberg (Donauworth) (1704)
- Blenheim (1704)
- Landau (1704)
- Vieux-Brisach (1704)
- Eliksem (1705)
- Ramillies (1706)
- Stollhofen (1707)
- Cap Béveziers (1707)
- Cap Lizard (1707)
- Audenarde (1708)
- Wynendaele (1708)
- Lille (1708)
- Gand (1708)
- Malplaquet (1709)
- Douai (1710)
- Bouchain (1711)
- Denain (1712)
- Bouchain (1712)
- Douai (1712)
- Landau (1713)
- Fribourg (1713)

Campagnes d'Italie
- Carpi (1701)
- Chiari (1701)
- Crémone (1702)
- Luzzara (1702)
- Verceil (1704)
- Cassano (1705)
- Nice (1705-1706)
- Calcinato (1706)
- Turin (1706)
- Castiglione (1706)
- Toulon (1707)
- Gaeta (1707)
- Cesana (1708)
- Syracuse (1710)

Campagnes d'Espagne et de Portugal
- Cadix (1702)
- Vigo (navale 1702)
- Cap de la Roque (1703)
- Gibraltar (août 1704)
- Ceuta (1704) (es)
- Málaga (1704)
- Gibraltar (1704-1705)
- Marbella (1705)
- Montjuïc (1705)
- Barcelone (1705)
- Badajoz (1705)
- Barcelone (1706)
- Murcie (1706) (es)
- El Albujón (1706) (es)
- Santa Cruz de Ténérife (1706) (en)
- Almansa (1707)
- Xàtiva (1707)
- Ciudad Rodrigo (1707) (en)
- Lérida (1707)
- Tortosa (1708)
- Minorque (1708)
- Gudiña (1709)
- Almenar (1710)
- Saragosse (1710)
- Brihuega (1710)
- Villaviciosa (1710)
- Barcelone (1713-1714)

Campagnes de Hongrie
- Saint-Gotthard (1703) (en)
- Biskupice (1704) (en)
- Smolenice (1704) (en)
- Koroncó (1704) (en)
- Zsibó (1705) (en)
- Saint-Gotthard (1705) (en)
- Trenčín (1708) (en)

Antilles et Amérique du sud
- Santa Marta (1702)
- Guadeloupe (1703)
- Nassau (1703)
- Colonia del Sacramento (1704)
- Carthagène (1708)
- Rio (1710)
- Carthagène (1711)
- Rio (1711)
- Cassard (1712)

La bataille de Crémone ou surprise de Crémone a lieu le 1er février 1702 à Crémone (nord de l'Italie) entre les armées françaises et autrichiennes, dans le cadre de la guerre de Succession d'Espagne. Eugène de Savoie pénètre par ruse dans la place. L'entreprise paraît d'abord un succès. Mais les Français opposent une défense acharnée, et coupent le pont de bateaux pour empêcher les renforts de franchir le Pô. Devant l'importance des pertes subies, le prince Eugène préfère se retirer.

## Prélude
Rendu circonspect par la défaite de Chiari, le maréchal de Villeroy, qui commande les forces françaises et espagnoles en Italie, se poste dans un bon campement à Urago, près de Chiari, où il tient longtemps l'ennemi en échec. Mais après deux mois écoulés sans action importante, les Français, très mal ravitaillés par le pays qu'ils défendent contre son gré, décampent le 12 novembre 1701 et se reportent sur l'autre rive de l'Oglio. Ils se cantonnent entre l'Adda à l'ouest, l'Oglio au nord-est, et le Pô au sud. Le quartier général de Villeroy est à Crémone, sur la rive nord du Pô.

### Les vues du prince Eugène

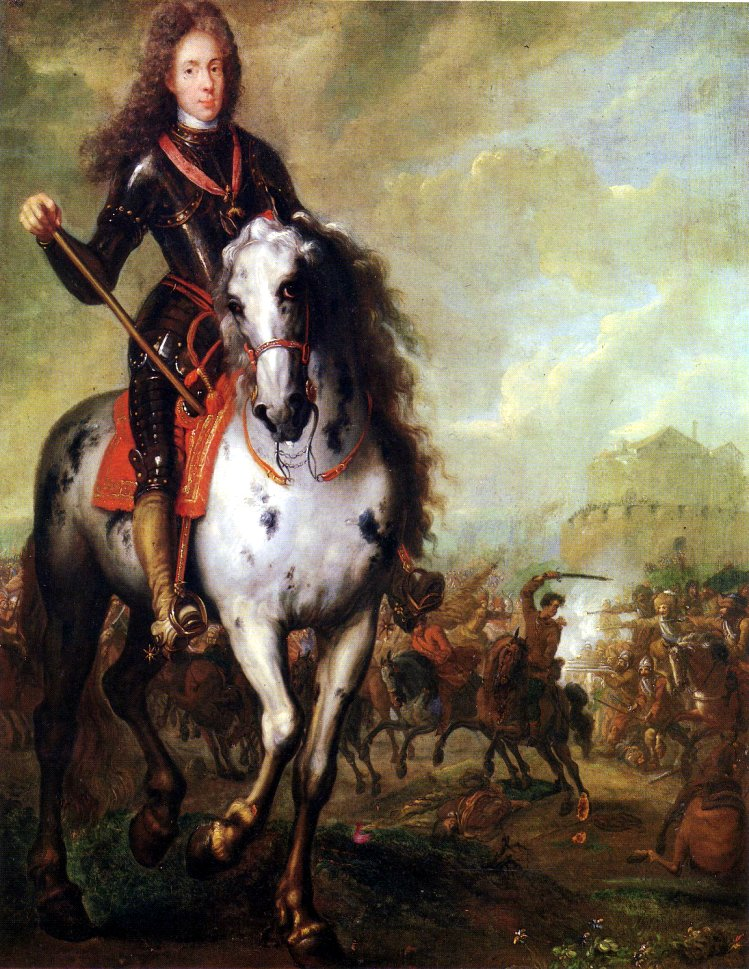
Le prince Eugène à Senta (1697).

Eugène de Savoie, connu comme « le prince Eugène », commande l'armée impériale en Italie. Il convoite Crémone, cette place importante, ses magasins militaires et les nombreux officiers qu'il pourrait faire prisonniers. La ville est au centre des forces françaises, imprudemment dispersées. Maître de Crémone, Eugène serait en position idéale pour désorganiser ses ennemis, se rendre maître du Milanais, puis prendre Milan et les places françaises, toutes négligemment gardées,. L'opération devrait lui permettre de chasser les Français et les Espagnols de l'Italie.

### La ville et sa garnison
Crémone est bien fortifiée, percée de cinq portes, dont une désaffectée, la porte Sainte-Marguerite. Fin janvier, dans la place, Villeroy a sous ses ordres deux lieutenants généraux, Charles de Revel et Pierre II de Crenan, qui commandent à douze escadrons et douze bataillons. Gaston de Praslin, maréchal de camp, commande la cavalerie. Jacques de Fimarcon, maréchal de camp, commande les dragons.
Les 3 400 Français sont appuyés de 600 fantassins de la brigade irlandaise, répartis en deux unités : un bataillon du régiment de Bourke, que commande le lieutenant-colonel Wauchope ; et un bataillon du régiment de Dillon que commande le major demi-solde O'Mahony, en l'absence de Gerard Lally (en).

### Jours précédant l'attaque
Un égout débouchant en pleine campagne communique avec la cave de l'abbé Gianantonio Cuzzoli, acquis aux Impériaux. Une grille défend le passage, mais l'abbé, sous prétexte de travaux de salubrité, obtient du gouverneur qu'elle soit enlevée. Ce qui permet à quelques éclaireurs ennemis, déguisés en prêtres et en paysans, de gagner la maison de l'abbé dès le 20 janvier 1702. Leur mission consiste à relever un plan de la ville, à reconnaître les remparts, à évaluer l'importance des postes de garde et à localiser les logis des officiers.
Peu avant l'attaque, un détachement de 300 grenadiers, accompagnés de charpentiers et de serruriers, menés par le major Geschewind, les rejoint par l'égout. Ils se répartissent entre la maison de l'abbé et l'église qui la jouxte, Sainte-Marie-la-Neuve.

## La bataille

### Lever du jour: la place est investie
Dans la nuit du 31 janvier au 1er février, les hommes de Geschewind s'emparent, au nord-est de la ville, de la porte des Tous-les-Saints et de l'ancienne porte Sainte-Marguerite, murée, non gardée. Ils abattent le mur qui condamne celle-ci. C'est par ces deux portes que s'introduisent le prince Eugène, 4 000 fantassins et 1 200 cuirassiers — ces derniers commandés par le feldmarschall de Commercy. L'infanterie se répand dans Crémone. Les cuirassiers occupent la grande et la petite places. Plus de 80 officiers français sont pris dans leur logis ou en tentant de rejoindre leur unité. Des casernes sont investies.
Par hasard, avant même le lever du jour, le chevalier Hyacinthe d'Entragues prépare sur une place une revue des 200 hommes du 1er bataillon de l'unité d'infanterie qu'il commande, le régiment des Vaisseaux. Il aperçoit des Impériaux. Son bataillon est déjà en armes et en formation. À sa tête, D'Entragues charge les cuirassiers ennemis sur la grand-place, donnant le temps à d'autres unités de se réveiller et d'engager le combat. Il est blessé au visage d'un coup de mousquet.

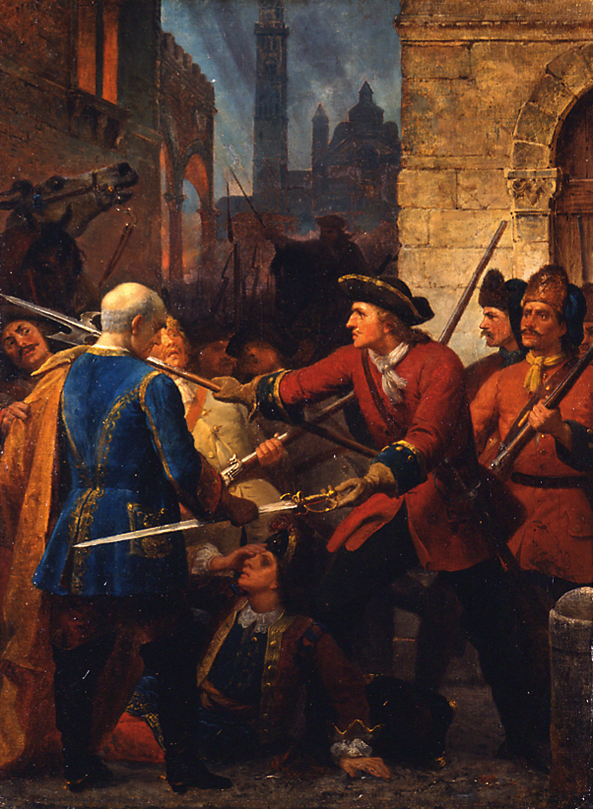
Le maréchal de Villeroy (de dos, en bleu) est fait prisonnier.

Un important renfort doit parvenir aux Impériaux depuis le sud du fleuve : ils attendent les troupes de Charles Thomas de Vaudémont,. Pour permettre à celles-ci d'entrer, ils veulent ouvrir la porte du Pô, qui est au sud. Les fantassins du baron de Mercy en sont chargés. Mais la porte est gardée par 35 Irlandais qui la défendent avec opiniâtreté, en attendant le renfort de leurs deux bataillons.
Alerté par le tumulte, le maréchal de Villeroy sort de chez lui pour gagner la grand-place. En chemin, il est pris. Le lieutenant général de Crenan, l'épaule fracassée, est capturé lui aussi.
Villeroy prisonnier, le lieutenant général de Revel se retrouve commandant en chef. Il réussit à rassembler le deuxième bataillon du régiment des Vaisseaux et les régiments de Médoc et Royal-Comtois. S'étant rendu maître de la porte Saint-Luc, il s'efforce de structurer la défense en envoyant des émissaires par toute la ville pour demander aux défenseurs de le rejoindre. Repoussés vers les remparts, les Français y prennent position, s'y réorganisent et réussissent à en interdire l'accès aux assaillants.

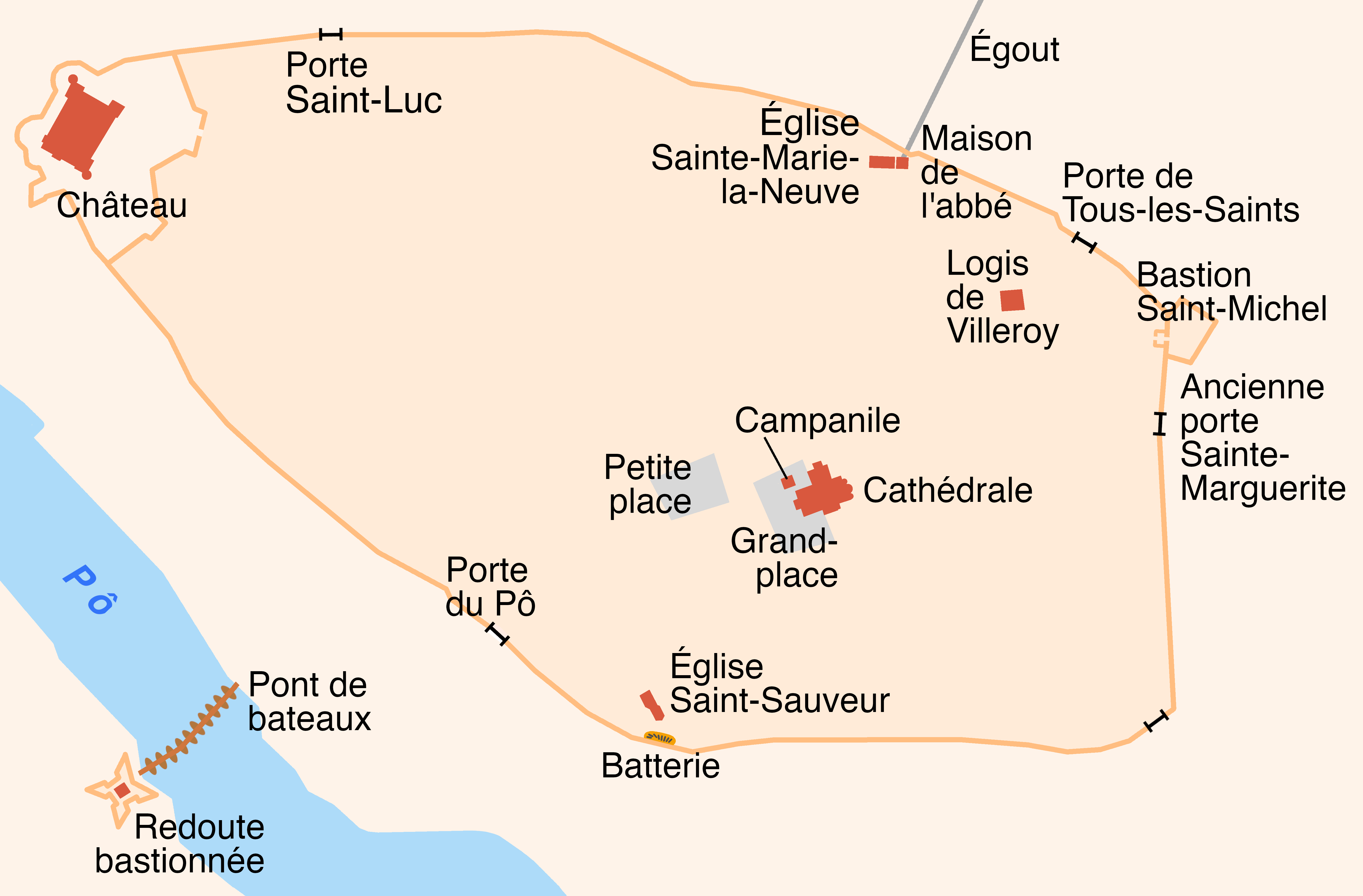
Lieux des principaux affrontements.

À la porte du Pô, les 35 Irlandais résistent toujours. Les Impériaux s'emparent alors d'une batterie de huit gros canons qui se trouve un peu plus loin, à l'est, près de l'église Saint-Sauveur. Ils s'apprêtent à en faire usage, lorsqu'ils sont chargés par le bataillon irlandais d'O'Mahony, qui reprend la batterie, tandis que celui de Wauchope libère les remparts sud-est. Le commandant autrichien, le baron de Mercy, est tué. Les cuirassiers autrichiens viennent au secours de leurs fantassins. Les Irlandais font rouler des tonneaux devant eux et chargent les cuirassiers baïonnette au canon. La charge d'un nouveau corps de cuirassiers fait « un grand carnage » parmi les Irlandais. Praslin et ses cavaliers interviennent, dégagent les Irlandais. Les cuirassiers autrichiens se replient vers la porte Sainte-Marguerite. O'Mahony fait réorienter les huit canons pour défendre la porte de Pô.
Wauchope, qui commande l'un des bataillons irlandais est blessé. O'Mahony prend le commandement des deux bataillons. Les ennemis tentent de soudoyer les Irlandais pour qu'ils changent de camp. O'Mahony rejette l'offre.
Pendant ce temps, parti de la porte Saint-Luc par les remparts, le régiment des Vaisseaux emporte l'église Sainte-Marie-la-Neuve, un retranchement des Impériaux sécurisant le débouché de l'égout. Il fait 150 prisonniers.
Revel ordonne aux Irlandais d'O'Mahony de se porter au nord, à la porte de Tous-les-Saints. Là, les Impériaux se sont retranchés dans un poste de garde. Les Irlandais arrivent à les déloger. Ils sont alors chargés de trois côtés à la fois par les cuirassiers du baron Freiberg, qui réussissent à percer leurs rangs. Mais Freiberg est tué, et ses hommes sont mis en déroute. Les Irlandais et le régiment Royal-Comté s'emparent de la porte de Tous-les-Saints,.

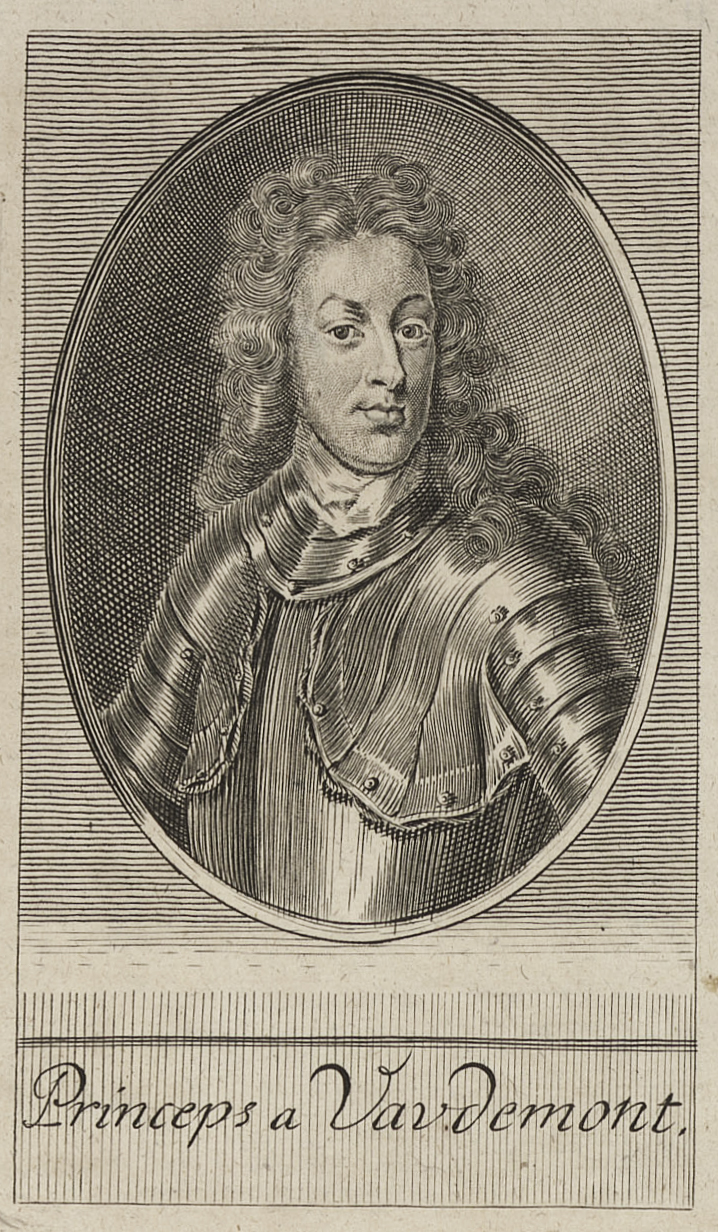
Charles Thomas de Lorraine-Vaudémont.

De sa propre initiative, O'Mahony retourne au rempart sud, à la batterie qu'il a prise à l'ennemi. Il en est bien avisé, car un nouveau corps d'Impériaux attaque la porte du Pô. O'Mahony fait canonner les positions ennemies.

### Milieu de journée: arrivée de Vaudémont
Eugène espérait le renfort de Charles Thomas de Vaudémont pour le lever du jour. S'étant égaré dans sa marche de nuit,, Vaudémont n'apparaît de l'autre côté du fleuve qu'en milieu de journée.
Sur la rive sud du fleuve, une redoute bastionnée tenue par 150 Français couvre un pont de bateaux livrant accès à la porte du Pô. Voyant arriver Vaudémont et ses 8 000 hommes, Praslin fait évacuer la redoute et mettre le feu au pont. L'ordre s'exécute sous la mousqueterie ennemie, mais il s'exécute avec succès.

### Après-midi: les deux chefs doutent
À trois heures de l'après-midi, du haut du campanile de la cathédrale, Eugène et Commercy constatent que plusieurs travées du pont sont détruites et qu'ils ne peuvent plus espérer de renfort. Leurs troupes, à l'intérieur des murs, sont certes supérieures en nombre. Mais elles se heurtent à une défense acharnée des Français, qui leur font essuyer trop de pertes. Eugène songe à se retirer. Il ordonne à ses hommes de refluer vers la porte de Tous-les-Saints. Au même moment, Revel, dont les hommes sont harassés et affamés, envisage un repli sur le château, à l'ouest, en attendant des secours. Des vivres et quelques troupes commencent à y être acheminés. Ce moment de doute des deux chefs provoque une accalmie.
La porte de Tous-les-Saints est maintenant bien sécurisée par les Français. À la porte Sainte-Marguerite, en revanche, les Impériaux opposent une forte résistance. Ils tiennent notamment le clocher d'une église et le bastion Saint-Vincent, voisin de la porte, d'où ils délivrent un feu meurtrier.
Pour soulager l'infanterie, Fimarcon fait mettre pied à terre à ses dragons, qui s'élancent dans une charge furieuse, refoulant les ennemis par la porte Sainte-Marguerite. Ils emportent le bastion Saint-Vincent, où ils s'établissent. Les assaillants tiennent les rues. Les défenseurs se déplacent donc par les remparts, où ils sont souverains. Mais la communication est coupée au niveau de la porte Sainte-Marguerite. Les Français de Royal-Comtois attaquent la porte par le bas,. En même temps les Irlandais, qui tiennent le sud du rempart, parviennent à s'emparer du niveau supérieur de la porte. La partie de plain-pied reste aux mains des Impériaux.

### Tombée de la nuit: les Impériaux se retirent
À la nuit tombée, on s'aperçoit que les Impériaux ont quitté la ville, Eugène craignant d'être coupé du reste de son armée par un renfort du marquis de Créquy. Eugène peut être à moitié satisfait. La mise en œuvre de son plan était délicate et demandait de la patience. Elle fut conduite dans le plus grand secret. Elle obtint tout d'abord le succès espéré. Édouard de La Barre Duparcq (en) estime cependant que le prince Eugène a commis « la faute » de faire entrer dans la ville trop de cavalerie et pas assez d'infanterie.
Il note aussi que les troupes françaises, prises à l'improviste, déploient « du sang-froid, de l'énergie, de la persévérance ». De l'aveu même du prince Eugène, l'affaire est une victoire française. Il dit dans ses Mémoires n'être « pas parfaitement content du courage et de l'ordre » de ses soldats, et surtout de ses cuirassiers : « J'admirai la valeur des Français, réveillés et à demi nus, résistant partout avec acharnement, et l'intelligence de leurs officiers. Les miens en manquèrent beaucoup ; j'eus la gloire d'avoir surpris et la honte de n'avoir pas gardé,. »

## Pertes
- Selon Louis Susane, les pertes des assaillants s'élèvent à quelque 2 000 hommes et celles des défenseurs à 1 000 hommes[34].
- Édouard Hardÿ de Périni compte une perte de 2 500 hommes côté Impériaux. Il estime les pertes des défenseurs à 1 256 hommes : 536 tués, 491 blessés et 229 prisonniers[33].
- Pour Samuel McCarthy, les pertes des assaillants seraient de 1 500 à 1 600 hommes, dont 1 200 tués ou blessés. Les pertes seraient de 1 429 hommes chez les défenseurs, parmi lesquels 350 des 600 Irlandais présents ce jour-là[1].

## Conséquences
Eugène a fait prisonnier le maréchal de Villeroy, favori de Louis XIV. Réputé pour son incurie et sa présomption, Villeroy s'est montré négligent dans la surveillance des mouvements d'Eugène et s'est rendu coupable de n'avoir pas instauré une garde plus vigilante dans la ville. Sa capture fait le bonheur des chansonniers.
Eugène met sa retraite à profit. Le long de l'Oglio, il s'empare de postes et de magasins abandonnés par les Français pour se rendre au secours de Crémone,.
Après le retrait des ennemis, Revel charge l'omniprésent O'Mahony, en récompense de son activité et de sa bravoure, d'aller apporter la nouvelle de l'événement à Louis XIV. Le roi lui donne une commission de colonel, avec une pension annuelle de 1 000 livres. O'Mahony est dès lors connu comme « le Brave de Crémone ».
Le brigadier d'Entragues, blessé lors de son intervention providentielle, n'a pas survécu. Le 16 février, le roi apprend la mort du lieutenant général de Crenan, des suites de sa blessure. Il donne au lieutenant général de Revel le gouvernement de Condé, dont était revêtu Crenan. Trois jours plus tard, Revel est créé chevalier de l'ordre du Saint-Esprit. C'est la première fois que le cordon bleu vient récompenser un fait de guerre. Le marquis de Praslin, qui ignorait au moment du combat qu'il venait d'être fait maréchal de camp, est promu lieutenant général. Le maréchal de camp de Fimarcon est promu brigadier.
En remplacement de Villeroy, Louis Joseph de Vendôme prend le commandement de l'armée française d'Italie.

## En littérature
Arthur Conan Doyle consacre un poème à la bataille : Cremona.